# 우영의 콘서트 투어 목록
다음은 대한민국 남성 아이돌 그룹 2PM의 멤버 우영의 솔로 콘서트 목록이다.

## 국내 투어

### WOOYOUNG 1st SOLO CONCERT "엥? CALL!"
| 개최일          | 도시       | 국가     | 개최지                    |
| --------------- | ---------- | -------- | ------------------------- |
| 2018년 2월 9일  | 서울특별시 | 대한민국 | 블루스퀘어 아이마켓 홀    |
| 2018년 2월 10일 | 서울특별시 | 대한민국 | 블루스퀘어 아이마켓 홀    |
| 2018년 2월 11일 | 서울특별시 | 대한민국 | 블루스퀘어 아이마켓 홀    |
| 2018년 4월 5일  | 도쿄       | 일본     | 도쿄돔 시티 홀            |
| 2018년 4월 6일  | 도쿄       | 일본     | 도쿄돔 시티 홀            |
| 2018년 4월 11일 | 오사카     | 일본     | 오사카 국제전시장 메인 홀 |
| 2018년 4월 12일 | 오사카     | 일본     | 오사카 국제전시장 메인 홀 |
| 2018년 4월 29일 | 부산광역시 | 대한민국 | KBS 부산 홀               |

## 일본 전국 투어

### WOOYOUNG (From 2PM) Japan Premium Showcase Tour 2015 "R.O.S.E"
| 개최일          | 도시     | 개최지          |
| --------------- | -------- | --------------- |
| 2015년 2월 19일 | 나고야시 | 제프 나고야     |
| 2015년 2월 20일 | 나고야시 | 제프 나고야     |
| 2015년 3월 2일  | 도쿄     | 다이버시티 도쿄 |
| 2015년 3월 3일  | 도쿄     | 다이버시티 도쿄 |
| 2015년 3월 4일  | 도쿄     | 다이버시티 도쿄 |
| 2015년 3월 5일  | 도쿄     | 다이버시티 도쿄 |
| 2015년 3월 9일  | 오사카   | 넘버 Hatch      |
| 2015년 3월 10일 | 오사카   | 넘버 Hatch      |
| 2015년 3월 11일 | 오사카   | 넘버 Hatch      |

### WOOYOUNG (From 2PM) Solo Tour 2017 "Party Shots"
| 개최일          | 도시     | 개최지                  |
| --------------- | -------- | ----------------------- |
| 2017년 4월 5일  | 삿포로시 | 제프 삿포로             |
| 2017년 4월 8일  | 지바현   | 마쿠하리 멧세 이벤트 홀 |
| 2017년 4월 9일  | 지바현   | 마쿠하리 멧세 이벤트 홀 |
| 2017년 4월 14일 | 후쿠오카 | 후쿠오카 선 팔레스      |
| 2017년 4월 15일 | 후쿠오카 | 후쿠오카 선 팔레스      |
| 2017년 4월 20일 | 오사카   | 제프 남바               |
| 2017년 4월 21일 | 오사카   | 제프 남바               |
| 2017년 4월 22일 | 오사카   | 제프 남바               |
| 2017년 4월 28일 | 나고야시 | 제프 나고야             |
| 2017년 4월 29일 | 나고야시 | 제프 나고야             |
| 2017년 4월 30일 | 도쿄     | 다이버시티 도쿄         |

### WOOYOUNG (From 2PM) Solo Tour 2017 "아직 나는..."
| 개최일           | 도시     | 개최지             |
| ---------------- | -------- | ------------------ |
| 2017년 9월 29일  | 나고야시 | 제프 나고야        |
| 2017년 9월 30일  | 나고야시 | 제프 나고야        |
| 2017년 10월 1일  | 나고야시 | 제프 나고야        |
| 2017년 10월 3일  | 후쿠오카 | 후쿠오카 선 팔레스 |
| 2017년 10월 5일  | 도쿄     | 다이버시티 도쿄    |
| 2017년 10월 6일  | 도쿄     | 다이버시티 도쿄    |
| 2017년 10월 7일  | 도쿄     | 다이버시티 도쿄    |
| 2017년 10월 13일 | 오사카   | 제프 남바          |
| 2017년 10월 14일 | 오사카   | 제프 남바          |
| 2017년 10월 15일 | 오사카   | 제프 남바          |
| 2017년 10월 23일 | 도쿄     | 도쿄 국제 포럼 홀  |
| 2017년 12월 5일  | 도쿄     | 일본무도관         |
| 2017년 12월 6일  | 도쿄     | 일본무도관         |

### WOOYOUNG (From 2PM) Solo Tour 2023 "Off The Record"
| 개최일          | 도시     | 개최지                       |
| --------------- | -------- | ---------------------------- |
| 2023년 5월 24일 | 후쿠오카 | 후쿠오카 선 팔레스 호텔 & 홀 |
| 2023년 5월 28일 | 요코하마 | 파시피코 요코하마 국립대 홀  |
| 2023년 6월 3일  | 도쿄     | 일본무도관                   |
| 2023년 6월 10일 | 오사카   | 오릭스 극장                  |
| 2023년 6월 11일 | 오사카   | 오릭스 극장                  |

## 팬미팅

### 2024 Jang Wooyoung Fan Meeting <Be Young>
| 개최일          | 도시       | 국가     | 개최지                   |
| --------------- | ---------- | -------- | ------------------------ |
| 2024년 8월 3일  | 서울특별시 | 대한민국 | 블루스퀘어 마스터카드 홀 |
| 2024년 8월 4일  | 서울특별시 | 대한민국 | 블루스퀘어 마스터카드 홀 |
| 2024년 9월 28일 | 부산광역시 | 대한민국 | 드림 씨어터              |
| 2024년 9월 29일 | 부산광역시 | 대한민국 | 드림 씨어터              |

## 쇼케이스

### 23, Male, Single
| 개최일         | 도시       | 개최지     |
| -------------- | ---------- | ---------- |
| 2012년 7월 9일 | 서울특별시 | 일지아트홀 |